# 里見元一郎
里見 元一郎（さとみ もといちろう、1928年 - ）は、日本の歴史学者、清泉女子大学名誉教授。専門は西洋中世史。

## 経歴
出生から修学期
1928年、静岡県静岡市で生まれた。旧制静岡県立静岡中学校、旧制静岡高等学校を経て、東京大学文学部西洋史学科に進学。1952年に卒業。
西洋史研究者として
卒業後は教員として東京都立白鷗高等学校、東京都立深川高等学校で教鞭を執った。1964年、東海大学文学部助教授に就いた。1967年、清泉女子大学文学部キリスト教文化学科助教授に転じた。後に教授昇格。1999年に清泉女子大学を退職し、名誉教授となった。

## 著作
著書
- 『ヨハン・ホイジンガ：その歴史観と文明論』近代文芸社新書 2001
- 『西欧中世の宮廷文明』近代文芸社新書 2003

共編著
- 『西洋史』松俊夫編、八千代 1983
- 『中世の芸術と文学』(中世史講座 10) 木村尚三郎ほか編、学生社 1994

訳書
- 『中世の秋』ホイジンガ著、兼岩正夫共訳、創文社 1958
  - 改訂選集化　河出書房新社(ホイジンガ選集 6) 1972[5]
  - 文庫化 角川文庫 1976
  - 改装版 角川文庫 1984
- 『文化史の課題』ホイジンガ著、東海大学出版会 1965
  - 改訂版 1978
- 『ホモ・ルーデンス：文化のもつ遊びの要素についてのある定義づけの試み』(ホイジンガ選集 1)ホイジンガ著、河出書房新社 1971
  - 単行判化 河出書房新社 1974
  - 文庫改訂版 講談社学術文庫 2018
- 『ルネサンスとリアリズム』(ホイジンガ選集 4)ホイジンガ著、共訳、河出書房新社 1971
- 『祖国の歴史より　ホイジンガ歴史画集』訳・解説、河出書房新社 1972
- 『フランス：その人々の歴史』ピエール・ミルザ（英語版）ほか著、尚樹啓太郎共訳、帝国書院 1980